# Carolyn Hester
Carolyn Hester (Waco, 28 gennaio 1937) è una cantautrice statunitense di genere folk che è stata un'importante figura del revival della musica folk USA nei primi anni sessanta.
Il suo primo album discografico fu prodotto nel 1957 da Norman Petty per la Coral. Nel 1960 pubblicò un secondo album per la Tradition, la stessa etichetta che produceva i The Clancy Brothers di Tommy Makem, che la introdussero sulla scena del folk music revival.
È conosciuta per alcuni standard del movement, il movimento culturale e politico che animò la scena della canzone d'autore volta a sostenere le lotte per i diritti civili, fra cui The House of the Rising Sun e She Moved Through the Fair.

## Biografia
Hester è stata una dei molti giovani cantanti che iniziarono la carriera al Greenwich Village cavalcando l'onda della musica folk per raggiungere una fama internazionale. Il Saturday Evening Post le dedicò la copertina nell'edizione del 30 maggio 1964.
Secondo Don Heckman del Los Angeles Times, Hester è stata una fra le più originali promesse folk dei primi anni sessanta uscite dai coffee shop e dai campus universitari che ebbero la consapevolezza che la loro musica poteva cambiare il mondo e, in qualche modo, il corso della storia.
Soprannominata "The Texas Songbird" per le sue origini texane, fu politicamente attiva e partecipò fra l'altro al boicottaggio della trasmissione televisiva hootenanny (il termine di lingua inglese definisce quella che in italiano può essere intesa come l'ora del dilettante) quando Pete Seeger fu interdetto da essa per le sue convinzioni politiche.

### Il matrimonio con Richard Fariña
Dopo aver tentato invano di convincere Joan Baez a firmare un contratto con la Columbia Records, il produttore John Hammond reclutò la Hester nel 1960, convinto delle possibilità della giovane nel campo della folk music. In quello stesso anno, Carolyn Hester incontrò il cantautore e romanziere Richard Fariña.
I due si sposarono dopo neanche tre settimane il loro primo incontro e, secondo il biografo David Hajdu, il loro breve e tumultuoso matrimonio fu voluto da Fariña che vedeva in esso un mezzo di accelerazione per la via della notorietà. Sta di fatto che i due si separarono meno di due anni dopo (Fariña si sarebbe poi presto risposato con Mimi, sorella minore di Joan Baez).
Nel 1961, Hester incontrò un allora sconosciuto diciannovenne che debuttava sulle scene folk suonando l'armonica a bocca con il nome di Bob Dylan. Hester lo invitò a suonare alcuni interventi all'armonica nel suo terzo album, il primo che incideva per la Columbia. Il produttore Hammond subito dopo la registrazione dell'album, considerato l'esito felice della partecipazione, mise sotto contratto Dylan per la stessa casa discografica.
Mentre l'inizio del decennio vedeva l'esplodere di diversi fenomeni musicali in grado di ravvivare la scena folk sia in termini di vendite discografiche che di influenza sul gusto giovanile - come appunto Joan Baez, Bob Dylan, Phil Ochs e Judy Collins - Hester rimase tutto sommato in una posizione defilata.

### Collaborazioni
Rifiutò l'offerta del produttore e manager Albert Grossman di formare con Peter Yarrow e Paul Stookey un trio e al suo posto venne chiamata la cantante Mary Travers con cui si dava vita al gruppo Peter, Paul and Mary.
Sebbene si sia trovata a collaborare con artisti come Bill Lee e Bruce Langhorne (poi sessionman con Bob Dylan), Hester preferì elaborare sempre materiale acustico di origine tradizionale. Nella parte finale degli anni sessanta, impossibilitata a trovare una propria strada come artista folk-rock, provò ad avvicinarsi alla musica psichedelica con il gruppo che portava il suo nome - Carolyn Hester Coalition - prima di lasciare temporaneamente le scene musicali.

### Vita privata e seconda parte carriera
Hester ha contestato la versione fornita dal biografo David Hajdu riguardo al suo matrimonio con Fariña e i riferimenti spesso basati su supposizioni concernenti i rapporti d'amiciza e di frequentazione fra vari artisti folk come appunto Dylan, Baez e gli stessi Fariña. In particolare, Hester nega che Farina fu intimo amico di Dylan come alcuni storici della musica rock sostengono e soprattutto non concorda con il fatto che Fariña fu in qualche modo responsabile del successo di Dylan, come Hajdu lascia intendere.
Hajdu ha anche ventilato l'ipotesi di una rivalità di Carolyn Hester con Joan Baez e la sorella Mimi. A tutt'oggi Hester sostiene di non aver mai conosciuto bene Joan Baez, ma che mai esse furono rivali, né su un piano personale né su un piano professionale.
Nel 1969, Hester ha sposato il pianista jazz, cantautore e produttore David Blume, compositore di un brano hit nel 1966, Turn Down Day. Insieme hanno fondato l'etichetta Outpost aprendo poi un dance club etnico a Los Angeles.
Dagli anni ottanta Hester è tornata ad incidere dischi e a tenere concerti e tournée: ha tra l'altro eseguito nel 1992 con Nanci Griffith il controcanto nella canzone di Bob Dylan Boots of Spanish Leather in occasione del concerto-tributo al Madison Square Garden di New York per il trentesimo anniversario del debutto di Dylan (la performance , al pari di altre, è inserita nel VHS ma non nel doppio CD ricavato dal concerto, The 30th Anniversary Concert Celebration).
Nel 1999, Hester ha pubblicato un album-tributo per Tom Paxton, intervenendo poi nella serie televisiva Biography riguardante Bob Dylan trasmessa nell'agosto 2000.
Il marito David Blume è morto nella primavera 2006 ed Hester continua nella gestione del dance club e nella partecipazione a concerti in tour.

## Principali hit
- Lonesome Tears (di Buddy Holly)
- The Praties They Grow Small (traditional)
- Just Follow Me (come Carolyn Hester Coalition)
- Half the World (come Carolyn Hester Coalition)

## Discografia

### Album
(data di distribuzione, etichetta, supporto)
- Scarlet Ribbons (1957, Coral, LP)
- Carolyn Hester (1960, Tradition, LP)
- Carolyn Hester (1961, Columbia, LP)
- This Life I'm Living (Columbia, LP)
- That's My Song (Dot, LP)
- Carolyn Hester at Town Hall, one (Dot, LP)
- Carolyn Hester at Town Hall, two (Dot, LP)
- The Carolyn Hester Coalition (Metromedia, LP)
- Magazine (Metromedia, LP)
- Music Medicine (Outpost, cassette)
- Warriors of the Rainbow (Outpost, LP e cassette)
- From These Hills (1999) (Road Goes On Forever, CD)
- A Tribute to Tom Paxton (2000) (Road goes On forever, CD)
- We Dream Forever  (2009, Crazy Creek Records, CD)

### Riedizioni in CD dei primi lavori
- Carolyn Hester (1994) (Sony) CD riedizione Carolyn Hester su etichetta Columbia.
- Carolyn Hester at Town Hall (1994) (Bear Family) CD riedizione di entrambi gli album Town Hall.
- Dear Companion (1995) (Bear Family) CD box set riedizione di Carolyn Hester su Columbia, This Life I'm Living e That's My Song con outtake e registrazioni alternative.
- Texas Songbird (1995) (Road Goes On Forever) CD riedizione di Warriors of the Rainbow e Music Medicine.
- The Tradition Album (1995) (Road Goes On Forever) CD riedizione di Carolyn Hester già pubblicato su etichetta Tradition con quattro tracce aggiuntive.
- The Tradition Years (1996) (Empire Musicwerks) CD rimasterizzato di Carolyn Hester precedentemente pubblicato su etichetta Tradition.
- The Carolyn Hester Coalition (2008) (Phantom Sound & Vision) CD rimasterizzato dell'originale LP Metromedia.
- Magazine (2008) (Phantom Sound & Vision) CD rimasterizzato dell'originale LP Metromedia.